# 부탄
부탄 왕국(종카어: འབྲུག་རྒྱལ་ཁབ་ Druk Gyal Khap), 약칭 부탄(종카어: འབྲུག་ཡུལ་ Druk Yul [ɖuɡ̚˩.yː˩])은 남아시아 히말라야산맥에 있는 내륙국이다. 인도와 중국 사이에 있다. 네팔과 방글라데시에 근접해 있지만 국경을 맞닿고 있지는 않다. 인구는 754,388명, 면적은 38,394 km2이다. 부탄의 정치체제는 입헌군주제이고 국교는 티베트 불교이다.

## 국명
부탄이라는 국명의 유래에 대해서는 여러 가지 설이 있다. 그 중에서 산스크리트어로 "티베트의 끝"을 뜻하는 '보타안타'(산스크리트어: भोट-अन्त, Bhoṭa-anta)에서 유래되었다는 설이 전한다.
이는 부탄이 티베트고원의 최남단에 위치하기 때문에 붙여진 이름이다. 부탄의 공용어인 종카어로는 "용의 나라"를 뜻하는 '툭위'(종카어: འབྲུག་ཡུལ་)라고 부른다.

## 역사
부탄의 옛 기록은 화재와 지진으로 소멸되어 신비에 싸여 있다. 8세기경에 구루 파드마 삼바바(Guru Padma Sambhava)가 비호(飛虎)의 등을 타고 티베트에서 부탄으로 날아와 타루 벨리에 있는 호랑이의 거처인 탁창(Taktsang)에 왔다는 전설이 있다. 부탄은 16세기부터 푸나카 사원의 대승정(大僧正) 다르마 라자의 지배를 받았고, 행정의 실무는 데프 라자(副王)가 행하므로 승·속(僧俗)의 이중 통치 형태를 이루고 있었다. 그러나 지방의 군(郡)에는 토후(土侯)가 있어서 그 지배력이 강하였다.
1907년 중부에 있던 통사군의 군수(郡守) 우겐 왕축이 왕위(마하라자)를 선고하고 영국에 의해 유일한 왕조로 인정받음으로써 부탄에 군주제가 성립되었다. 이후 인도와 조약을 맺어 인도에 외교권을 위임하였고 1949년 8월 8일 독립하였다. 부탄의 제3대 국왕인 지그메 도르지 왕축은 개화된 통치자로서 전통적 가치 보존과 함께 국가의 발전을 추구하려 하였다.
부탄의 제4대 국왕인 지미 싱게 왕축은 1972년에 16세의 나이로 즉위하였다. 그 후 지그메 케사르 남기엘 왕축이 2006년 즉위했으며, 2008년 입헌 군주제 수립을 위해 의회 선거가 2008년 3월 24일에 있었다.

## 지리
부탄은 인도 북동부, 히말라야산맥의 동단부에 있는 인도의 보호국이다. 국토의 대부분이 표고 2,000m를 넘고 고지에 있는 네팔보다 한층 더 원시적인 비경(秘境) 지대이다. 고지이기 때문에 기온은 비교적 온화하나 강우량이 많아 연간 3,000~5,000mm 정도나 된다. 그러나 계곡 바닥은 기온도 높아 아열대성 동식물이 있다.
부탄 왕국은 히말라야의 동쪽에, 북으로는 티베트와 남으로는 인도의 아삼주 및 벵갈 서부지방과 국경을 이루고 있다. 면적은 약 47,000km2로 중앙에 히말라야산맥이 있고 산들로 둘러싸인 내륙 국가이다. 7,300미터에 이르는 히말라야산맥의 티베트고원과 경계를 이루는 북쪽에서 남쪽으로 내려가면 높이가 낮아지면서 비옥한 계곡이 형성되어 있다. 계절풍(몬순)은 이 지역에 산림을 풍성하게 했으며 높은 곳에는 산악인들이 거주할 수 있게 만들었다. 경작이 가능한 중부와 히말라야 언덕에 인구가 밀집해 있다. 남쪽의 다우르스(Daurs) 평원은 히말라야산맥 보다 고도가 낮아 아열대 숲과 사바나(열대 초원), 대나무 숲으로 이루어져 있다.

## 행정 구역
부탄의 행정 구역은 크게 4개의 종데이(지역, dzongdey)로 나뉘며 이는 다시 20개의 종카그(현, dzongkhag)로 나뉜다. 부탄에는 총 20개의 종카그가 있다. 종카그는 다시 게워그(구, gewog)로 나뉘지만 규모가 큰 종카그는 다시 둥카그(특별 행정 구역, dungkhag)로 나뉘기도 한다. 수도는 팀부이다.

## 정치
부탄은 히말라야 산중의 소국으로 1907년 우겐 왕축이 즉위한 이래 세습군주제가 실시되었고 1910년 영국의 보호령이 되었다가 1947년 인도의 독립과 함께 영국의 지배를 벗어났고 1949년 8월 8일 인도로부터 데완기리 지방을 할양받고 매년 국고 보조금을 받는 대가로 인도에 외교권을 위임했다. 1964년 11월 궁정 쿠데타로 렌다프도르지 수상을 내쫓고 국왕이 친정하기 시작했으며 마하라자 왕축 국왕이 사망하자 1972년 황태자인 지미 싱게 왕축이 왕위를 계승하였다. 2008년 3월 24일 부탄 총선이 실시되어 절대군주제를 폐지하고 입헌군주제를 시행하였다. 현재 남아시아에서 유일하게 군주제를 시행중인 UN 회원국이다.

## 외교
부탄은 비동맹 중립 외교 노선을 표명하고 있으며 1971년에는 유엔에 가입했다. 부탄은 2016년 기준으로 52개국, 유럽 연합과 외교 관계를 맺고 있지만 유엔 안전 보장 이사회 상임이사국 5개국과는 외교 관계를 맺고 있지 않다. 반면 역내 외교 관계에 주력하는 남아시아 지역 협력 연합, 아시아 협력 대화에 참여하고 있다.

## 인구
| 연도  | 인구    | ±%     |
| ----- | ------- | ------ |
| 1960  | 224,000 | —      |
| 1980  | 413,000 | +84.4% |
| 1990  | 536,000 | +29.8% |
| 1995  | 509,000 | −5.0%  |
| 2005  | 650,000 | +27.7% |
| 2017  | 735,553 | +13.2% |
| 출처: |         |        |

### 종교
2020년 부탄의 종교 (퓨리서치)
부탄 인구의 2분의 3 그리고 3분의 4 사이가 국교이기도 한 밀교를 따르고 있다. 힌두교는 인구의 12% 이하가 따른다고 한다. 현제 법체계에서는 종교의 자유를 보장하고 있으며 그럼에도 개종 권유는 부탄 왕실의 칙령과 헌법상 법률 해석을 통해 금지되어 있다.
불교는 서기 746년에 구루 파드마삼바바가 붐탕현을 방문하면서 전래되었다. 불교로 개종한 토번의 송첸캄포 (재위 627년–649년)는 부탄 중심부에 있는 붐탕에, 그리고 파로현의 키추라캉 (파로 인근)에 불교 사원 두 개를 지으라 명했다.

## 언어
종카어가 공용어이다. 네팔어, 티베트어, 영어도 사용된다. 모든 단계의 교육에서 사용되는 언어는 영어다. 세계총행복론을 제창한 이 나라의 문맹률은 40%로서, 3대 국왕인 도로지 왕축 국왕이 1980년대 교육혁명을 통해 80%에 달했던 문맹률을 40%로 낮추었다. 현재 부탄 내에서 사용되는 언어는 24개로, 인도아리아어군에 속하는 네팔어를 제외하고는 모두 티베트버마어파에 속하는 언어들이다.
종카어는 시킴어와 밀집한 관계에 있어서 서로간에 부분적인 이해가 가능하다. 전체 인구의 25%가 종카어를 사용하고 있다. 창라어(Tshangla)는 샤촙(Sharchop)계 부탄인들이 많이 거주하고 있는 북동쪽의 몽가르주에서 많이 쓰인다. 네팔어 화자는 2006년 기준 인구의 40% 정도를 이르고 있다. 그외에도 잘라어(Dzala) 11%, 림부어(Limbu) 10%, 켕어(Kheng) 8%, 라이어(Rai) 6% 순으로 사용되고 있는 것으로 알려져 있다.

## 경제
부탄은 농업과 목축이 주산업으로 계곡 바닥의 평지를 이용해서 쌀·보리·수수 등이 재배된다. 목축은 고지에 적응하는 소가 주로 연료용·육용·유용(乳用)으로 사육된다. 1948년부터 인도의 원조를 받기 시작하여 현재에도 예산의 대부분을 인도에 의존하고 있다. 매년 인도에서 약 50만 루피의 원조를 받으며 외화 수입은 보잘것이 없다. 주요 수출품은 목재·석탄·과일 등이다. 제7차 5개년계획(92 97)을 통해 경제발전의 기틀을 마련했다. 부탄의 주요 자원은 목재와 수자원이며, 산업은 농목업과 수공업이 지배적이다. 여전히 폐쇄적인 성격을 띠고 있으며 경제 구조의 변혁도 부진하다. 북부 지역에서는 해발고도 3,000 ∼ 4,000m의 하곡부에 취락이 발달하여 밀·보리·메밀·감자 등의 일모작(一毛作)재배를 하고, 더욱 높은 히말라야 산맥의 초지 지대에서는 야크·양·산양 등을 사육하는 목축 지역이 전개되어 있다. 중부의 해발고도 1,200∼ 2,000m의 하곡지역은 따뜻한데다가 적당한 우량의 혜택을 입어 풍요한 농경 지역을 형성하고 있다. 여름 작물로는 쌀·옥수수, 겨울에는 밀·보리 등을 재배하는데 이들 작물은 평지 뿐만 아니라 계단식 경작에 의하여 산기슭에서도 재배된다. 그밖에 귤·레몬·석류·바나나 등의 과수재배도 성하다. 남부의 구릉지역은 밀림으로 뒤덮여 있기 때문에 개발이 부진하다.
공업은 전통적인 수공업이 성행하고 있으나 모두 자급적인 성격을 띤 것으로 대규모의 근대 공업은 아직 미약하다. 그러나 수공업 기술은 매우 우수하여 깔개·안장덮개·배낭·자수품 등 예술적으로도 가치 있는 직물 제품이 생산되고 있다. 또한, 금속세공 분야에서도 조각을 곁들인 칼자루나 종교 장식, 그 밖의 일반 장식품에도 탁월한 솜씨를 보이고 있다. 광업 활동으로서는 석탄과 구리의 채굴이 이루어지나 규모는 매우 작다. 부탄에서는 아직도 대부분의 수송이 등 짐이나 노새에 의하여 이루어진다. 그러나 근 년 국내외의 도로망이 정비되고 도로 총 연장이 3,285km(1996)로 늘어남에 따라 부탄의 상업 활동도 발전을 보이고 있다. 또 팀부의 남서쪽에 있는 파로에는 국제공항도 있다. 무역의 상대국은 주로 인도이며 수공업품과 목재를 수출하고 기계 류와 공장 설비 등을 수입하고 있다.
1961년부터 인도 정부 지원 하에 8차에 걸쳐 5개년 개발 계획을 시행해오고 있으며, 제1·2차 5개년 계획에서는 도로 건설 등에 대한 투자 및 교육의 보급 등 기본적 인프라의 정비에 중점을 두었고 제3·4차 계획에서는 농림, 광공업, 전력, 관광 개발 등에 중점을 두었다. 1997년 7월부터 실시된 제8차 5개년 계획에서는 인구 억제, 민간 부문의 육성 등을 주요 과제로 하고 있다. 1998년 국내총생산 중 농업은 38%, 공업은 37%, 서비스업은 25%를 차지한다. 수출은 1억 1000만 달러, 수입은 1억 3000만 달러이다.

## 문화
부탄 국민의 대부분은 중국 서부 지역에 많은 수로 거주하는 티베트계의 주민과 비슷한 부탄인이며, 언어·종교·풍속·습관 등은 티베트와 비슷하며, 중국 본토와도 비슷하다. 언어는 종카어를 사용하고 라마교를 신봉한다. 부탄 정부는 2004년 12월 17일 세계 최초의 종합 흡연 금지 국가 금연법을 발표했다. TV 및 라디오 방송은 부탄의 유일한 방송국 부탄방송공사(BBS)가 있다.